# 초인종

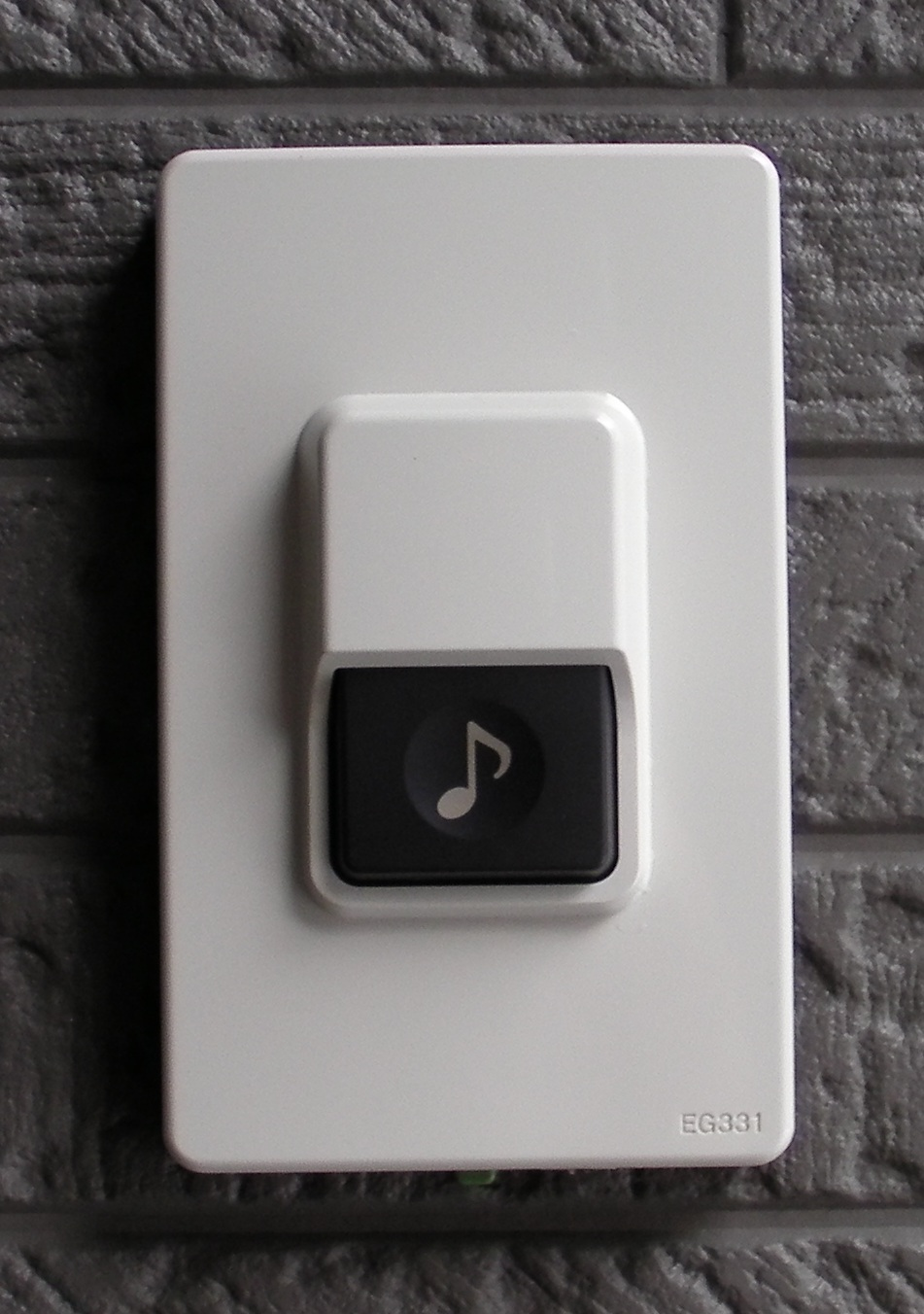
초인종의 예.

초인종(招人鐘) 또는 도어벨(doorbell)은 일반적으로 주택의 현관이나 문에 설치되어 방문자가 거주자를 호출하는 데 사용되는 장치이다.
초인종은 일반적으로 건물 입구 문 근처에 배치되는 신호 장치이다. 방문객이 버튼을 누르면 건물 내부에서 벨이 울려 거주자에게 방문객의 존재를 알린다. 최초의 초인종은 벨에 연결된 코드를 당겨 작동하는 기계식이었지만 현대의 초인종은 푸시버튼 스위치로 작동되는 전기식이다. 현대의 초인종에는 보안을 강화하기 위해 인터폰과 소형 비디오 카메라가 통합되어 있는 경우가 많다.

## 역사
스코틀랜드의 발명가인 윌리엄 머독은 1817년 버밍엄에 지어진 자신의 집에 여러 가지 혁신적 제품을 설치했다. 그 중 하나는 압축 공기의 파이프 시스템을 사용하여 작동하는 시끄러운 초인종이었다. 전기 초인종의 전신, 특히 전선을 통해 멀리서 울릴 수 있는 종은 1831년경 조지프 헨리에 의해 발명되었다. 1900년대 초에는 전기 초인종이 일반화되었다.

## 종류
- 전원 방식
AC 100V 식
건전지식

- 동작 방식
기계식
전자식

- 배선의 유무
유선식
무선식

## 같이 보기
- 인터폰